# Zygaspis kafuensis
Zygaspis kafuensis — вид плазунів з родини амфісбенових (Amphisbaenidae). Ендемік Замбії.

## Поширення і екологія
Zygaspis kafuensis відомі з кількох місцевостей, розташованих на рівнинах Кафуе на півдні центральної Замбії, зокрема в Національному парку Кафуе. Вони живуть в саванах.

## Збереження
МСОП класифікує цей вид як такий, що перебуває під загрозою зникнення. Zygaspis kafuensis загрожує знищення природного середовища.